# Фінал кубка СРСР з футболу 1955
16-й фінал кубка СРСР з футболу відбувся на стадіоні «Динамо» в Москві 16 жовтня 1955 року. У грі взяли участь місцеві клуби «Динамо» і ЦБРА. На матчі були присутні 60 тисяч глядачів. Четверту перемогу в турнірі здобули «армійці» Москви.

## Претенденти
- «Динамо» (Москва) — шестиразовий чемпіон СРСР (1936в, 1937, 1940, 1945, 1949, 1954), дворазовий володар кубка СРСР (1937, 1953).

- ЦБРА (Москва) — п'ятиразовий чемпіон СРСР (1946, 1947, 1948, 1950, 1951), триразовий володар кубка СРСР (1945, 1948, 1951).

## Деталі матчу
| 16 жовтня 1955 |

| ЦБРА                   | 2 – 1 | «Динамо» М |
| ---------------------- | ----- | ---------- |
| Агапов 18', 32' (пен.) | Звіт  | Рижкін 20' |

| «Динамо» (Москва) Глядачів: 60 000 Арбітр: Микола Латишев (Москва) |

| ЦБРА              |                   |
|                   |                   |
| ВР                | Борис Разинський  |
| ЗХ                | Анатолій Порхунов |
| ЗХ                | Олександр Гришин  |
| ЗХ                | Михайло Перевалов |
| ПЗ                | Йожеф Беца        |
| ПЗ                | Олександр Петров  |
| НП                | Володимир Агапов  |
| НП                | Валентин Рижков   |
| НП                | Віктор Федоров    |
| НП                | Валентин Ємишев   |
| НП                | Юрій Беляєв       |
| Тренер:           |                   |
| Григорій Пінаїчев |                   |

| ДИНАМО         |                       |     |
|                |                       |     |
| ВР             | Лев Яшин              | 45' |
| ЗХ             | Анатолій Родіонов     |     |
| ЗХ             | Костянтин Крижевський |     |
| ЗХ             | Андрій Юрченко        |     |
| ПЗ             | Євген Байков          |     |
| ПЗ             | Олександр Соколов     |     |
| НП             | Володимир Шабров      |     |
| НП             | Генріх Федосов        |     |
| НП             | Юрій Кузнецов         |     |
| НП             | Володимир Ільїн       |     |
| НП             | Володимир Рижкін      |     |
| Тренер:        |                       |     |
| Михайло Якушин |                       |     |